# Lluís Pons i Tusquets
Lluís Pons i Tusquets fou un empresari agrícola i polític català, diputat a les Corts Espanyoles durant la restauració borbònica.
Era un empresari de la Garrotxa, que entre 1909 i 1912 fou tresorer de l'Institut Agrícola Català de Sant Isidre, membre del Sindicat Agrícola de Celrà (1913) i de la Unió de Sindicats Agrícoles Catòlics de Barcelona (1928), entre d'altres.
Membre del sector Maurista del Partit Conservador, fou elegit diputat pel districte d'Olot a les eleccions generals espanyoles de 1919 i 1920.